# Monomorium ophthalmicum
Monomorium ophthalmicum är en myrart som beskrevs av Auguste-Henri Forel 1894. Monomorium ophthalmicum ingår i släktet Monomorium och familjen myror. Inga underarter finns listade i Catalogue of Life.